# هنري بوتر
هنري بوتر (بالإنجليزية: Henry Porter)‏ (و. 1920 – 2016 م) هو ضابط بحري، من كندا، ويحمل رتبة عسكرية لواء بحري، توفي في هاليفاكس، عن عمر يناهز 96 عاماً.

## مناصب
تولى منصب Commander of the Royal Canadian Navy ‏ (1970–1971).

## الخدمة العسكرية
خدم في البحرية الملكية الكندية (1939–1974).

## القيادات
تولى قيادة:
- البحرية الملكية الكندية (1970–1971)
- Maritime Forces Pacific (1969–1970)
- HMCS Bonaventure (منذ 1965)
- HMCS Lauzon (منذ 1953)
- HMCS La Hulloise (منذ 1952)
- HMS Decoy.

## جوائز
حصل على جوائز منها:
- وسام الاستحقاق العسكري [الإنجليزية]‏
- ميدالية القوات الكندية [الإنجليزية]‏.